# Vollbild (Filmtechnik)

Das Vollbild stammt von den mit 35-mm-Film arbeitenden Pionieren William K. L. Dickson, Birt Acres und Lumière. Es wurde beim ersten internationalen Kongress der Filmfabrikanten in Paris 1909 festgesetzt mit der Größe von 18 auf 24 mm, wovon der Ausschnitt von 17,7 auf 23,6 mm zur Darstellung kommen soll. Damals einigte man sich auch auf den Filmschritt von 19 Millimetern anstatt 19,05 (¾"), wodurch eine Höhe von 1,2 Millimeter zwischen den Phasenbildern entstand, die zur Fertigung von haltbaren Spleißen ausreicht.
Das Vollbild ist bei den Versuchen zu CinemaScope wieder zu Ehren gekommen. Eine weitere Rückbesinnung auf das Vollbild kam mit dem so genannten Super-35. Es ist Grundlage aller kinematografischen Arbeiten mit Normalfilm, denn es stellt die größte ausnutzbare Fläche bei normalem Filmschritt dar, bei der auch einbändig montiert werden kann, d. h. die einzelnen Abschnitte sich in einem Band aneinanderreihen. Dank der Symmetrie kann man mit dem Vollbild einige Tricks mehr ausführen als mit dem Normalbild, zum Beispiel Rückwärtslauf mit kopfstehender Kamera.
Normvorschrift
- ISO 2906

Umgangssprachlich wird der Begriff Vollbild unabhängig vom Seitenverhältnis häufig auch in Verbindung mit einem Ausgabegerät verwendet, bei dem die Bildfläche komplett ausgefüllt, also ohne schwarze Balken (Letterbox) ist.